# Hungarian International 2023
Die Hungarian International 2023 fanden vom 1. bis zum 4. November 2023 in Budapest statt. Es war die 47. Auflage dieser internationalen Meisterschaften von Ungarn im Badminton (unter Einbeziehung der ausgefallenen Veranstaltung 2020 war es die 48. Auflage).

## Sieger und Platzierte
| Disziplin    | Gold                                 | Silber                       | Bronze                              |
| ------------ | ------------------------------------ | ---------------------------- | ----------------------------------- |
| Herreneinzel | Harry Huang                          | Karan Rajan Rajarajan        | William Bøgebjerg                   |
| Herreneinzel | Harry Huang                          | Karan Rajan Rajarajan        | Ting Yen-chen                       |
| Dameneinzel  | Frederikke Lund                      | Ágnes Kőrösi                 | Irina Amalie Andersen               |
| Dameneinzel  | Frederikke Lund                      | Ágnes Kőrösi                 | Clara Lassaux                       |
| Herrendoppel | Rasmus Espersen Marcus Rindshøj      | Alex Green Brandon Yap       | Koon Fung Kelvin Ho Samuel Jones    |
| Herrendoppel | Rasmus Espersen Marcus Rindshøj      | Alex Green Brandon Yap       | Jack MacGregor Adam Pringle         |
| Damendoppel  | Paula Lopez Lucía Rodríguez          | Jackie Dent Crystal Lai      | Paulina Hankiewicz Kornelia Marczak |
| Damendoppel  | Paula Lopez Lucía Rodríguez          | Jackie Dent Crystal Lai      | Lærke Hvid Emilia Nesic             |
| Mixed        | Rasmus Espersen Amalie Cecilie Kudsk | Rubén García Lucía Rodríguez | Miha Ivančič Petra Polanc           |
| Mixed        | Rasmus Espersen Amalie Cecilie Kudsk | Rubén García Lucía Rodríguez | Adam Pringle Rachel Andrew          |